# Incineradora móvel
Uma Incineradora móvel é um dispositivo para incineração, de pequenas dimensões acoplado no semi-reboque de um camião que permite incinerar pequenas quantidades de resíduos.
Vários modelos permitem a incineração de resíduos tóxicos, permitindo assim a sua eliminação nos locais de produção, sem perigo de contaminação durante o processo de transporte.